# On the Town
On the Town è un musical in 2 atti di Leonard Bernstein che debuttò per la prima volta il 28 dicembre 1944 al Teatro Adelphi (New York) per la regia di George Abbott, la coreografia di Jerome Robbins con Nancy Walker arrivando a 463 recite fino al 2 febbraio 1946.
Il 30 maggio 1963 ebbe la prima nella seconda versione al Prince of Wales Theatre di Londra con Elliott Gould e Carol Arthur arrivando a 63 recite.
Il 31 ottobre 1971 torna al Broadway theatre con Donna McKechnie, Phyllis Newman e Bernadette Peters arrivando a 73 recite fino al 1º gennaio 1972.
Il 19 novembre 1998 va in scena a Broadway con Lea DeLaria e Mary Testa arrivando a 69 recite.
A Broadway inizia una nuova produzione il 16 ottobre 2014 con Michael Rupert che arriva a 368 recite fino al 6 settembre 2015.

## Adattamento cinematografico
- Un giorno a New York (film) del 1949